# بورتلاند (ميزوري)
بُرتلَند أو (نقحرة: بورتلاند) (بالإنجليزية: Portland)‏ هي إحدى المجتمعات الفردية (غير مصنفة) في ولاية ميزوري في الولايات المتحدة الأمريكية.